# Augustin Lang
Augustin Lang (* 28. August 1869 in Kreuznach; † 30. Mai 1941 in Dittersbach) war ein deutscher römisch-katholischer Geistlicher und Märtyrer.

## Leben
Augustin Lang wurde am 1. Mai 1897 zum Priester geweiht. Er meldete sich freiwillig für das priesterarme Bistum Leitmeritz in Nordböhmen und wirkte als Kaplan in Wiese, in Friedland und in Liebeschitz. Ab 1917 war er Pfarrer in Svébořice/Schwabitz, dann in Wiese und schließlich in Dittersbach bei Friedland. Er war Konsistorialrat und bischöflicher Notar.
Als Kritiker der Nationalsozialisten wurde er am 30. Mai 1941 nachts überfallen, mit einem Gummiknüppel totgeschlagen und in die Küpper geworfen. Er war 71 Jahre alt.

## Gedenken
Die Römisch-katholische Kirche in Deutschland hat Augustin Lang als Märtyrer aus der Zeit des Nationalsozialismus in das deutsche Martyrologium des 20. Jahrhunderts aufgenommen.